# یواس‌اس شلبی (ای‌پی‌ای-۱۰۵)
یواس‌اس شلبی (ای‌پی‌ای-۱۰۵) (به انگلیسی: USS Shelby (APA-105)) یک کشتی بود که طول آن 473 ft 1 in بود. این کشتی در سال ۱۹۴۴ ساخته شد.